# Leucania sepulchralis
Leucania sepulchralis là một loài bướm đêm trong họ Noctuidae.